# Municipio de New Wine
El municipio de New Wine (en inglés: New Wine Township) es un municipio ubicado en el condado de Dubuque en el estado estadounidense de Iowa. En el año 2010 tenía una población de 4804 habitantes y una densidad poblacional de 50,65 personas por km².

## Geografía
El municipio de New Wine se encuentra ubicado en las coordenadas 42°30′55″N 91°4′30″O / 42.51528, -91.07500. Según la Oficina del Censo de los Estados Unidos, el municipio tiene una superficie total de 94.84 km², de la cual 94,84 km² corresponden a tierra firme y (0 %) 0 km² es agua.

## Demografía
Según el censo de 2010, había 4804 personas residiendo en el municipio de New Wine. La densidad de población era de 50,65 hab./km². De los 4804 habitantes, el municipio de New Wine estaba compuesto por el 97,67 % blancos, el 0,79 % eran afroamericanos, el 0,27 % eran asiáticos, el 0,02 % eran isleños del Pacífico, el 0,56 % eran de otras razas y el 0,69 % eran de una mezcla de razas. Del total de la población el 1,44 % eran hispanos o latinos de cualquier raza.